# 湾东村 (平度市)
湾东村，中国山东省青岛市平度市万家镇的一个行政村，位于万家镇东南部。相邻行政村有：姚丘村、许丘村、陈家顶村、宅科村、马戈庄村、马家辛庄村。湾东村耕地面积2680亩，居民158户，662人。当地经济以农业为主。区划代码为370283107210。